# Geranomyia vanikorensis
Geranomyia vanikorensis is een tweevleugelige uit de familie steltmuggen (Limoniidae). De soort komt voor in het Australaziatisch gebied.